# Sărituri în apă la Jocurile Olimpice de vară din 2016 - 3 metri trambulină sincron (feminin)
Proba feminină de 3 metri trambulină sincron de la Jocurile Olimpice de vară din 2016 de la Rio de Janeiro a avut loc la data de 7 august, la Centrul Acvatic „Maria Lenk”.

## Formatul competiției
Competiția s-a desfășurat într-o singură etapă, fiecare echipă având la dispoziție câte cinci sărituri. Unsprezece judecători au acordat puncte fiecărei echipe - câte trei judecători pentru fiecare săritor din echipă și cinci judecători pentru sincronizare. Ca punctaj, pentru fiecare săritor, dintre cele trei note acordate s-au eliminat nota minimă și cea maximă și s-a păstrat doar cea din mijloc. Dintre celelalte cinci note, s-au eliminat nota minimă și cea maximă și s-au păstrat cele trei din mijloc. Din cele cinci note s-a făcut o notă medie, înmulțită cu 3 și apoi cu gradul de dificultate al săriturii, pentru a rezulta nota finală. Notele acordate pentru fiecare săritură au fost apoi adunate pentru a rezulta nota finală.

## Rezultate
| Loc | Sportive                                           | Sărituri | Sărituri | Sărituri | Sărituri | Sărituri | Total  |
| Loc | Sportive                                           | 1        | 2        | 3        | 4        | 5        | Total  |
| --- | -------------------------------------------------- | -------- | -------- | -------- | -------- | -------- | ------ |
| 1   | China · Shi Tingmao · Wu Minxia                    | 55.80    | 52.20    | 76.50    | 80.10    | 81.00    | 345.60 |
| 2   | Italia · Tania Cagnotto · Francesca Dallapé        | 51.60    | 50.40    | 71.10    | 66.03    | 74.70    | 313.83 |
| 3   | Australia · Maddison Keeney · Anabelle Smith       | 48.00    | 42.00    | 70.20    | 67.89    | 71.10    | 299.19 |
| 4   | Canada · Jennifer Abel · Pamela Ware               | 46.80    | 45.00    | 70.20    | 68.82    | 67.50    | 298.32 |
| 5   | Malaezia · Cheong Jun Hoong · Nur Dhabitah Sabri   | 49.80    | 47.40    | 71.10    | 60.30    | 64.80    | 293.40 |
| 6   | Marea Britanie · Alicia Blagg · Rebecca Gallantree | 49.80    | 47.40    | 64.80    | 64.80    | 66.03    | 292.83 |
| 7   | Germania · Tina Punzel · Nora Subschinski          | 48.00    | 48.00    | 60.30    | 60.45    | 67.50    | 284.25 |
| 8   | Brazilia · Tammy Takagi · Juliana Veloso           | 45.00    | 46.20    | 59.40    | 47.70    | 60.45    | 258.75 |